# 레닌그라드주

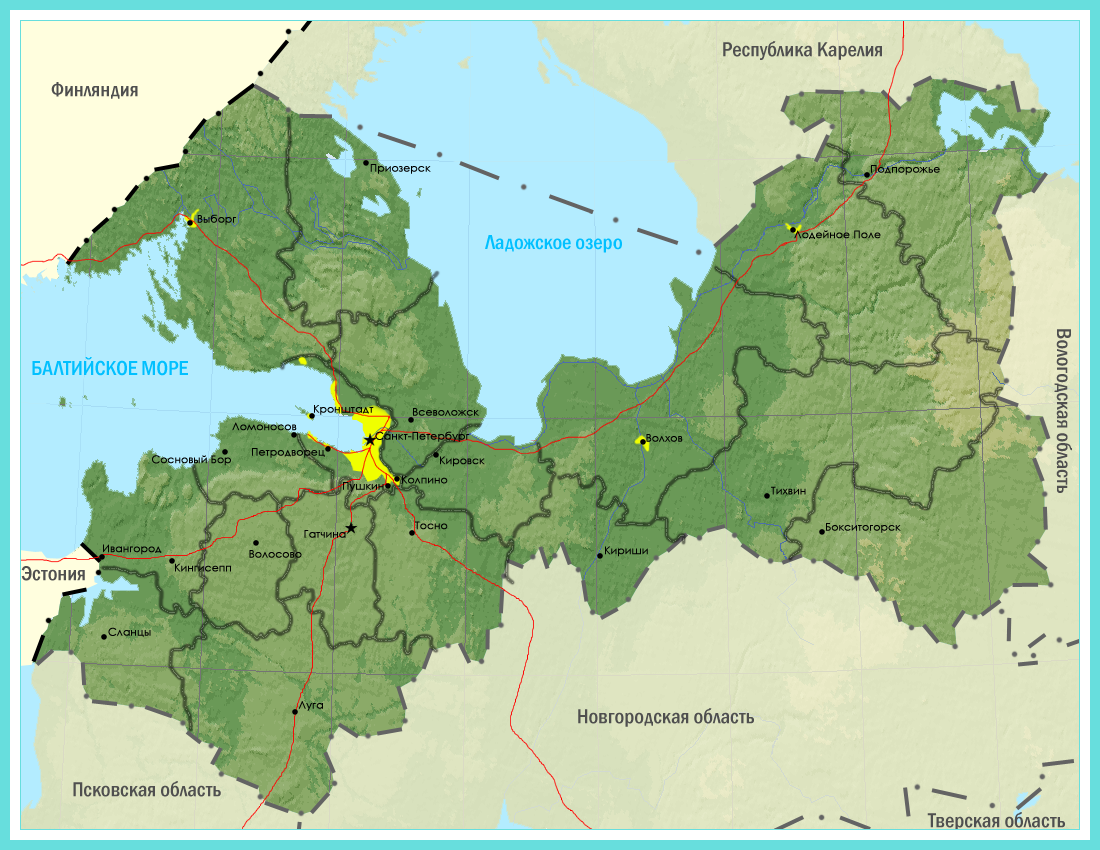
레닌그라드의 지도

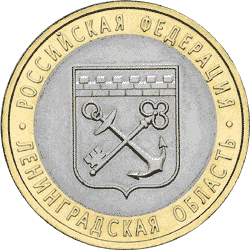
액면가 10루블인 러시아 은행 기념주화 (2005년)

레닌그라드주(러시아어: Ленинградская область 레닌그라드스카야 오블라스티[*], IPA: [lʲɪnʲɪnˈgratskəjə ˈobləsʲtʲ]; 벱스어: Leningradan agj; 핀란드어: Leningradin alue)는 러시아의 주이다. 블라디미르 레닌의 이름을 따서 붙여진 주이다. 주도는 상트페테르부르크지만 행정중심지는 가친스키군의 가치나다.
면적은 85,900 km2이고, 176만 3,900명(2014년)이 거주한다. 주도인 상트페테르부르크는 이 주와는 별도의 행정 구역인 연방시로 분리되어 있다. 1991년에 레닌그라드가 상트페테르부르크라는 이름으로 환원되었으나, 이 주의 명칭은 변경되지 않았다. 핀란드, 에스토니아와 국경을 접한다.

## 지리

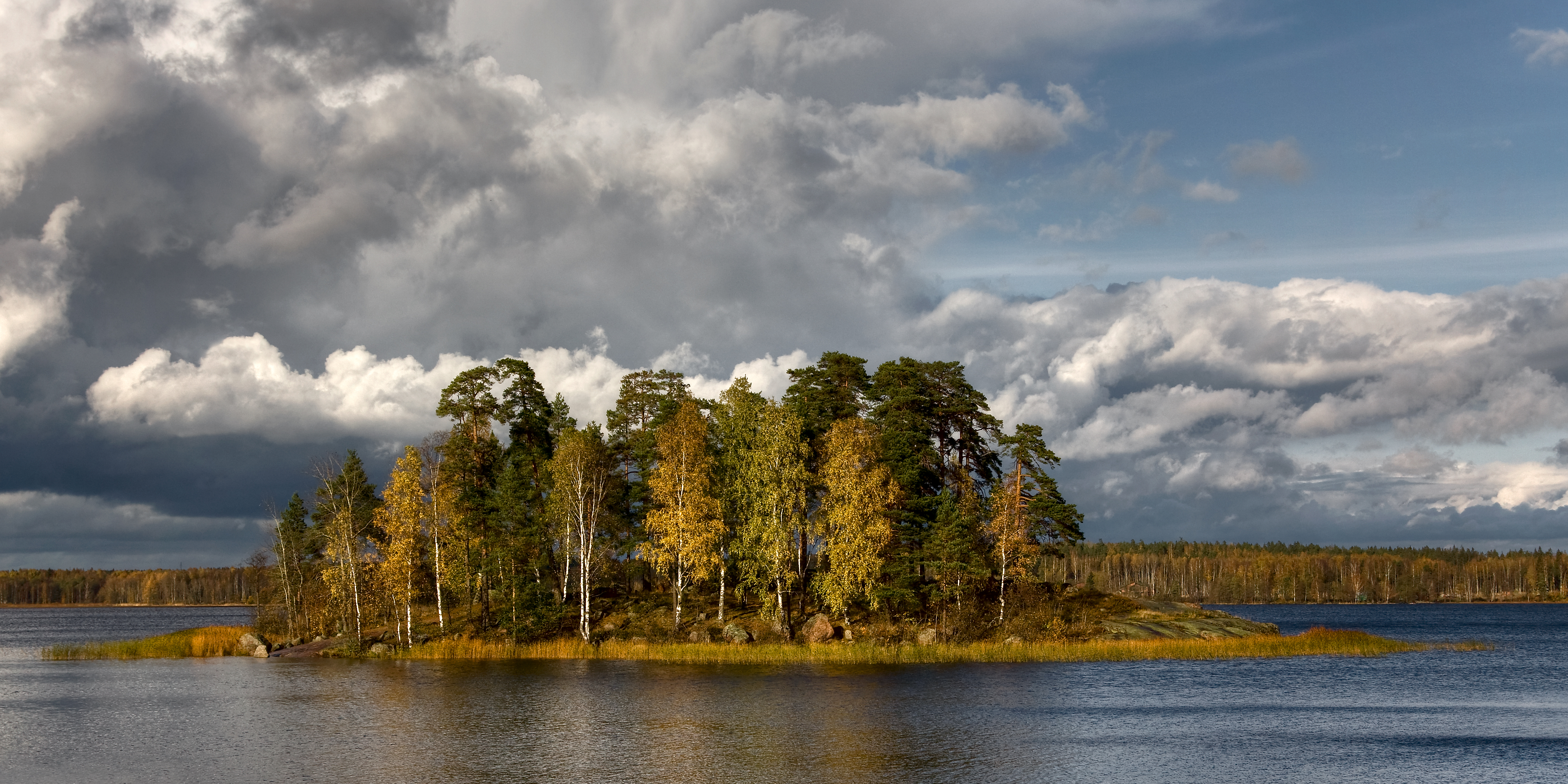
비보르크의 몬레포스 공원

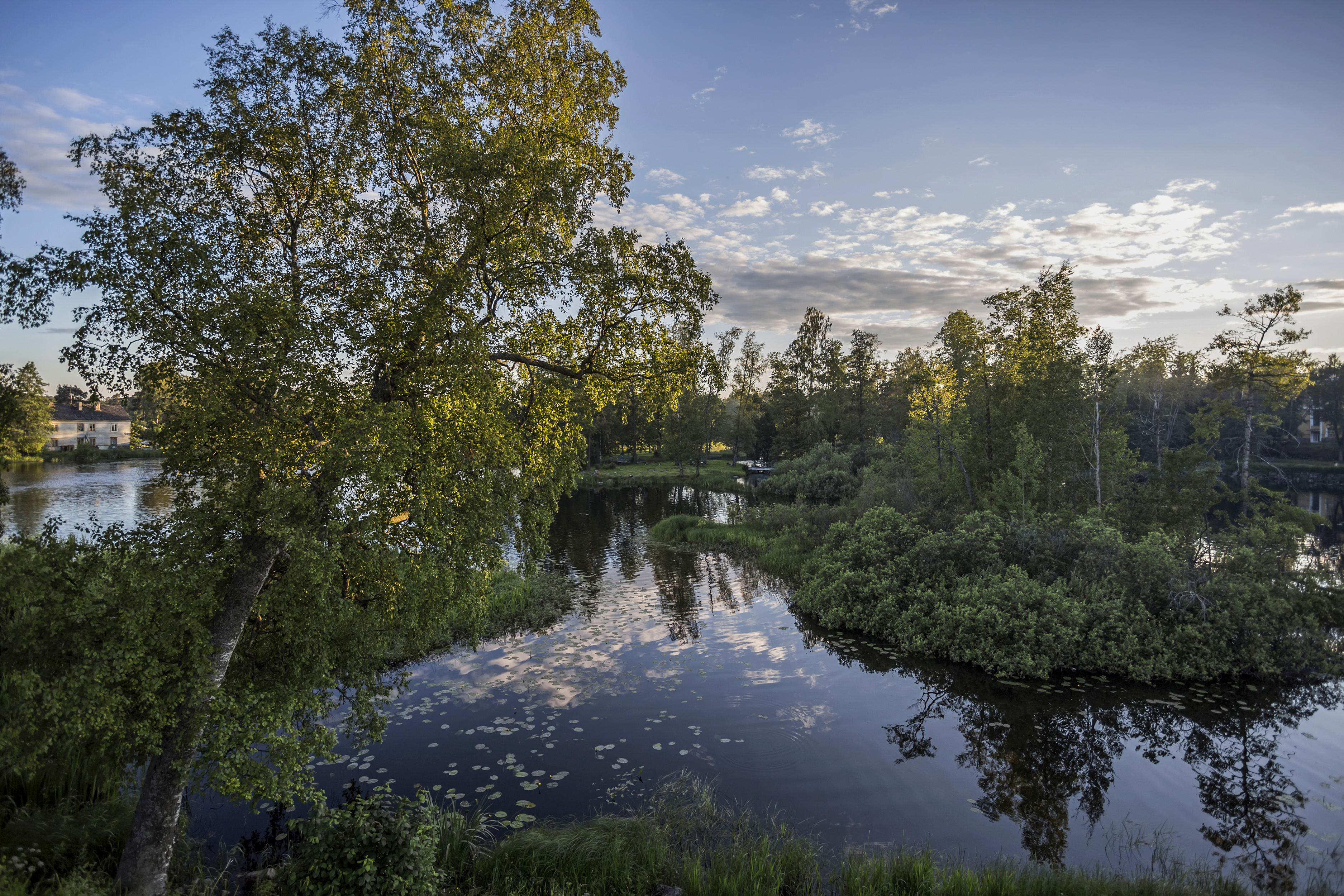
프리오제르스크의 부오크시

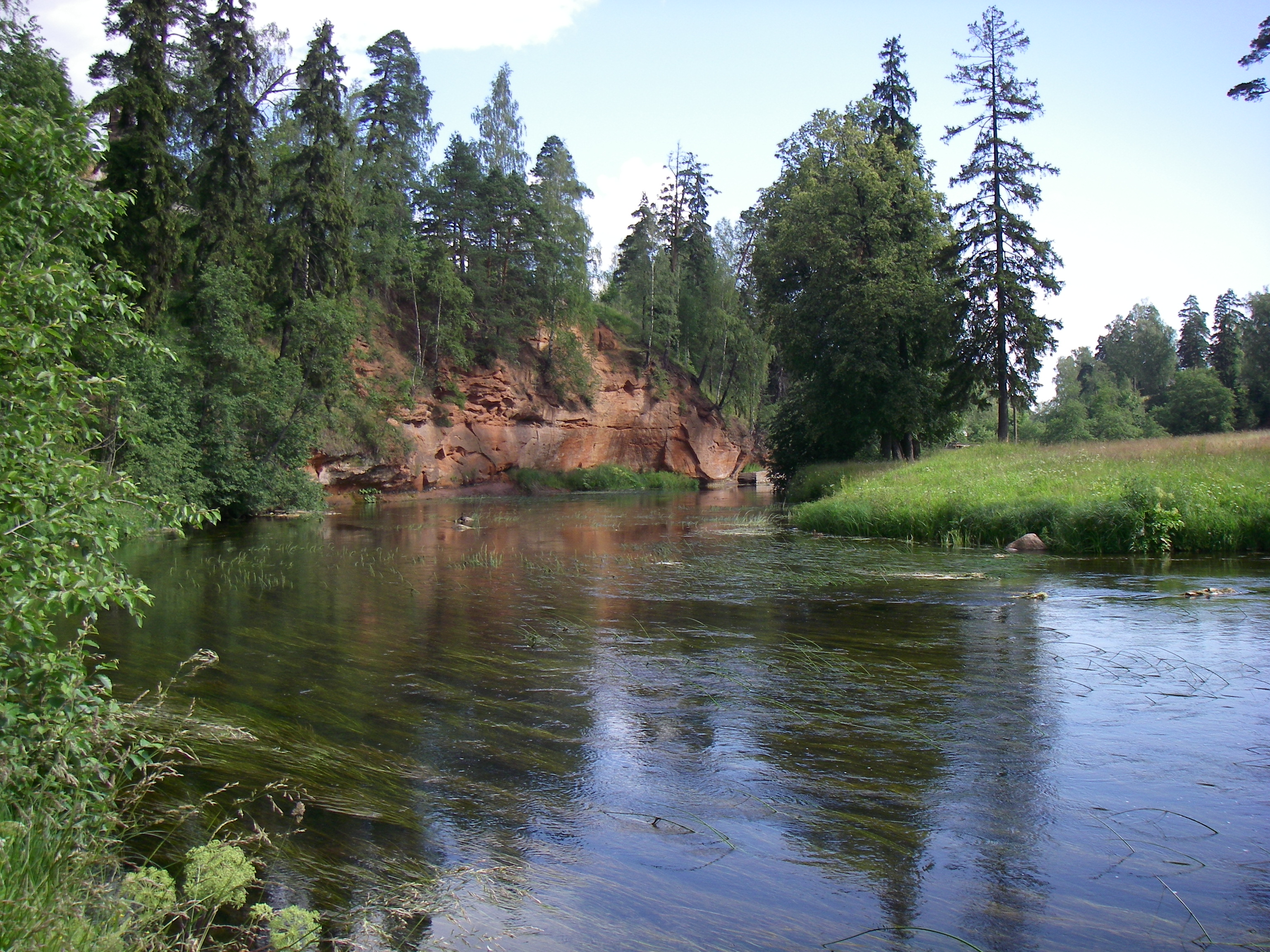
시베르스키 근처의 오레데시강

레닌그라드주는 핀란드만 주변에 위치하고 있으며, 라도가 호수와 오네가 호수라는 2개의 큰 담수호 남쪽에 있다. 이 주에는 카렐리야 지협과 핀란드만의 고글란트와 라도가 호수의 코네베츠를 포함한 몇몇 섬이 있다.
이 주의 많은 지역은 라도가 호수의 유일한 유출구인 네바의 유수 분지에 속한다. 핀란드만(상트페테르부르크시는 강 삼각주에 위치)으로 흐르는 네바강은 비교적 짧지만 유수 분지는 매우 크며, 오네가 호수와 일멘 호수가 포함된다. 스비르와 볼호프는 각각 오네가 호수와 일멘 호수에서 라도가 호수로 흐른다. 라도가 호수의 다른 주요 지류로는 부오크시와 샤스가 있다. 이 주의 서쪽에 있는 강은 핀란드만으로 흘러들며, 그곳에서 가장 큰 두 강은 루가와 나르바로, 러시아와 에스토니아의 국경을 형성한다. 이 주의 동쪽에 있는 작은 지역은 차고도시차의 강 유역에 있으며, 이는 몰로가와 수다의 지류로, 둘 다 볼가 유역에 있습니다. 주 동부의 티흐빈스키군에 있는 산등성이는 발트해와 카스피해 유역 사이의 분수령을 형성한다.
레닌그라드주의 지형은 비교적 평평하고 대부분 숲과 습지로 덮여있다. 예외는 바위가 많은 카렐리야 지협으로, 호수 지구와 동쪽의 벱시안 고원이 있다. 지협에서 가장 큰 호수는 부오크시 호수, 수호돌스코예 호수, 오트라드노예 호수이다.
레닌그라드주에는 2개의 연방 보호 자연 구역인 니즈네스비르스키 자연 보호 구역과 므신스코예 볼로토 자카즈니크가 있으며, 둘 다 러시아 북서부의 숲과 습지 풍경을 보호하기 위해 만들어졌다.

### 식물
가장 분류학적으로 다양한 관다발 식물과는 국화과, 사초과, 벼과, 장미과다.

## 인구

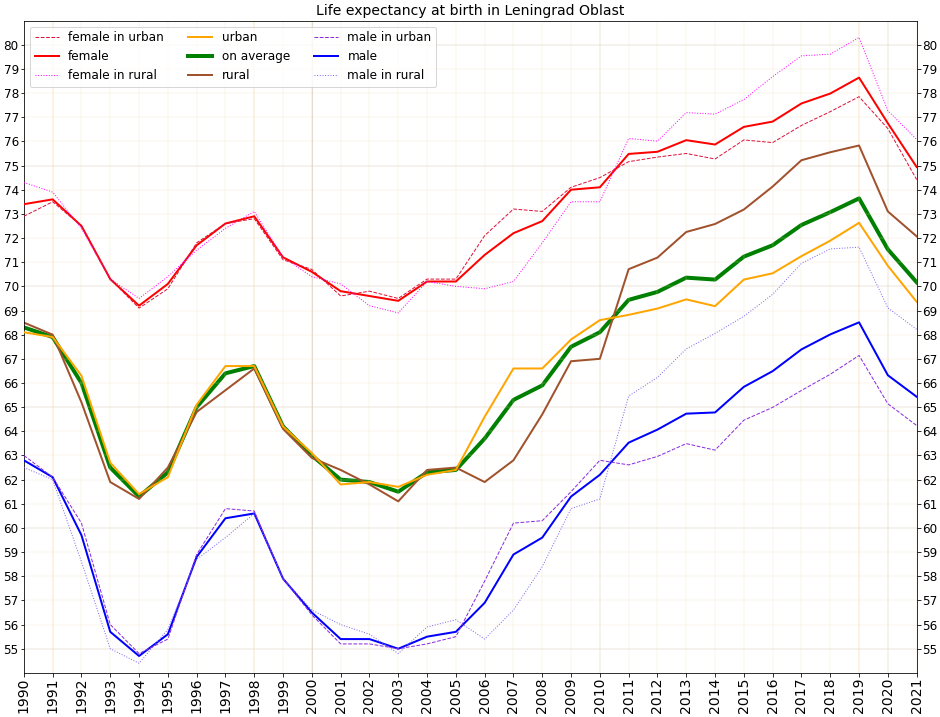
레닌그라드주에서 출생 시 기대수명

인구: 2,000,997 (2021년 인구 조사); 1,716,868 (2010년 인구 조사); 1,669,205 (2002년 인구 조사); 1,661,173 (1989년 인구 조사).
2024년 중요 통계:
- 출생: 11,840명 (5.8 당 1000명)
- 사망: 22,300명 (11.0 당 1000명)

합계출산율 (2024년):

여성 1인당 0.89명의 어린이
기대수명 (2021년): 

합계 - 70.17년 (남 - 65.43세, 여성 - 74.94세)
민족구성 (2021년)
| 민족           | 인구      | 백분율 |
| -------------- | --------- | ------ |
| 러시아인       | 1,642,897 | 93.7%  |
| 우크라이나인   | 12,905    | 0.5%   |
| 우즈베크인     | 7,797     | 0.4%   |
| 벨라루스인     | 7,527     | 0.4%   |
| 타타르인       | 6,805     | 0.4%   |
| 아르메니아인   | 6,182     | 0.4%   |
| 타지크인       | 4,896     | 0.3%   |
| 아제르바이잔인 | 3,814     | 0.2%   |
| 키르기스인     | 2,004     | 0.1%   |
| 기타           | 58,019    | 3.6%   |
| 미상           | 248,151   | —      |

## 같이 보기
- 상트페테르부르크